# 티엔깜찌바오
티엔깜찌바오(베트남어: Thiên Cảm Chí Bảo / 天感至寶 천감지보 / 1174년 2월 ~ 1176년 1월)는 베트남 리 왕조(李朝) 영종(英宗) 리티엔또(李天祚)의 네번째 연호이다.

## 개원
- 찐롱바오응(政隆寶應) 12년(1174년) 2월에 연호를 티엔깜찌바오(天感至寶)로 개원함.[1][2][3]

- 티엔깜찌바오(天感至寶) 3년(1176년) 1월에 연호를 찐푸(貞符)로 개원함.[1][2][4]

## 연대 대조표
| 티엔깜찌바오 | 원년       | 2년        | (3년)      |
| 서기(西紀)   | 1174년     | 1175년     | 1176년     |
| 간지(干支)   | 갑오(甲午) | 을미(乙未) | 병신(丙申) |

## 동시대 연호

### 중국
남송(南宋)
- 순희(淳熙) (1174년 ~ 1189년)

금(金)
- 대정(大定) (1161년 ~ 1189년)

서하(西夏)
- 건우(乾祐) (1170년 ~ 1193년)

대리국(大理國)
- 이정(利貞) (1172년 ~ 1175년)
- 성덕(盛德) (1176년 ~ 1180년)

서요(西遼)
- 숭복(崇福) (1164년  ~ 1177년)

### 일본
- 조안(承安) (1171년 ~ 1175년)
- 안겐(安元) (1175년 ~ 1177년)